# ローワン郡 (ノースカロライナ州)
ローワン郡（英: Rowan County）は、アメリカ合衆国ノースカロライナ州の中央部西に位置する郡である。人口は14万6875人（2020年）。郡庁所在地はソールズベリーであり、同郡で人口最大の都市である。

## 歴史
ローワン郡となった地域に最初に入ったヨーロッパ人は、1567年のフアン・パルドが率いたスペイン遠征隊だった。インディアンのグアタリ村に砦と伝道所を設立した。その場所はヤドキン川に隣接し、ウォーターリー族が住んでいたと考えられている。当時この地域はスペイン人がグアタリ・マイコと呼んだ女酋長が支配していた。スペイン人はその村を西スペインのサラマンカ市に因んでサラマンカと呼び、教区司祭のセバスチャン・モンテロを頭とする伝道所を設立した。スペインは1572年以前のある時点でこの地域を放棄した。
ローワン郡は1753年にアンソン郡北部が分離して設立された。郡名は、1753年から1754年までノースカロライナ植民地総督代行を務めたマシュー・ローワンに因んで名付けられた。
当初ローワン郡の西側境界が定義されず、広大な領域があった。1770年、郡東部とオレンジ郡の西部を合わせてギルフォード郡を作った。1771年、郡北東部がサリー郡となった。1777年、郡西部がバーク郡となった。1788年、郡の残りの西部がアイアデル郡となった。1822年には東部がデイビッドソン郡となった。最後は1836年、ヤドキン川の北部がデイビー郡となった。
2003年、ローワン郡は設立250周年を祝った。

## 郡政府
ローワン郡の政体は郡政委員会・マネジャー方式であり、郡政委員会は5人の委員で構成されている。委員会は郡の条例を制定している。
ローワン郡は地域自治体の委員会であるセントラリナ自治体委員会のメンバーである。
ノースカロライナ州下院議員では第76選挙区と第77選挙区に属している。
アメリカ合衆国下院議員ではノースカロライナ州第5選挙区、第8選挙区、第12選挙区に分かれている。

## 地理
アメリカ合衆国国勢調査局に拠れば、郡域全面積は524平方マイル (1,360 km2)であり、このうち陸地511平方マイル (1,320 km2)、水域は13平方マイル (34 km2)で水域率は2.40%である。

### 特徴的な地形
ローワン郡の東側境界はヤドキン川である。エリス交差点の北で、サウスヤドキン川がヤドキン川に合流している。サウスヤドキン川は北のデイビー郡との境になっている。
南部境界はカナポリス市を南北に分断する線である。

### 郡区
ローワン郡は14の郡区に分割されている。アットウェル、チャイナグローブ、クリーブランド、フランクリン、ゴールドヒル、ライテイカー、ロック、モーガン、マウントユーラ、プロビデンス、ソールズベリー、スコッチアイリッシュ、スティール、ユニティの各郡区である。

### 主要高規格道路
- 州間高速道路85号線、郡の南西から北東に横切る。2000年代初期に郡中部と北部、第68出口、アメリカ国道29号線接続路からデイビッドソン郡との境まで大々的な拡張を行った[9]。ヤドキン川に架かる新橋の建設が計画されている[10]。

- アメリカ国道70号線、郡の北西部、クリーブランドの西から入り、南東のソールズベリーに向かい、そこからジェイク・アレクサンダー・ブールバードを辿り、メインストリートのアメリカ国道29号線に合流する。その後は北東に向かいスペンサーのソールズベリー・アベニューとなった後、デイビッドソン郡との郡境を超える。

- アメリカ国道29号線、郡南部のカナポリス、チャイナグローブ、ランディスでメインストリートとなっている。ソールズベリーで国道70号線と合流し、スペンサーでソールズベリー・アベニューとなる。

- アメリカ国道52号線、郡南東部の幹線道、ゴールドヒル、ロックウェル、グラニットクエリーを通る。ソールズベリー中心街の手前で州間高速道路85号線と合流し、デイビッドソン郡に向かう。

### 隣接する郡
- カバラス郡 - 南
- デイビッドソン郡 - 東
- デイビー郡 - 北
- アイアデル郡 - 西
- スタンリー郡 - 南東

## 人口動態
以下は2010年国勢調査による人口統計データである。
| 基礎データ - 人口: 138,428人 - 世帯数: 53,140 世帯 - 家族数: 37,058 家族 - 人口密度: 98人/km2（271人/mi2） - 住居数: 60,211軒 - 住居密度: 41軒/km2（118軒/mi2） 人種別人口構成 - 白人: 76.52% - アフリカン・アメリカン: 16.18% - ネイティブ・アメリカン: 0.34% - アジア人: 1.00% - 太平洋諸島系: 0.035% - その他の人種: 4.33% - 混血: 1.60% - ヒスパニック・ラテン系: 7.69% | 年齢別人口構成 - 18歳未満: 23.8% - 18-24歳: 9.0% - 25-44歳: 25.4% - 45-64歳: 27.4% - 65歳以上: 14.4% - 年齢の中央値: 39歳 - 性比（女性100人あたり男性の人口） - 総人口: 97.6 - 18歳以上: 95.3 世帯と家族（対世帯数） - 18歳未満の子供がいる: 29.3% - 結婚・同居している夫婦: 50.2% - 未婚・離婚・死別女性が世帯主: 8.5% - 非家族世帯: 30.3% - 単身世帯: 25.2% - 65歳以上の老人1人暮らし: 10.2% - 平均構成人数 - 世帯: 2.52人 - 家族: 3.00人 | 収入と家計（2000年データ） - 収入の中央値 - 世帯: 37,494米ドル - 家族: 44,242米ドル - 性別 - 男性: 31,626米ドル - 女性: 23,437米ドル - 人口1人あたり収入: 18,071米ドル - 貧困線以下 - 対人口: 10.6% - 対家族数: 8.1% - 18歳未満: 13.7% - 65歳以上: 11.4% |

## 都市と町

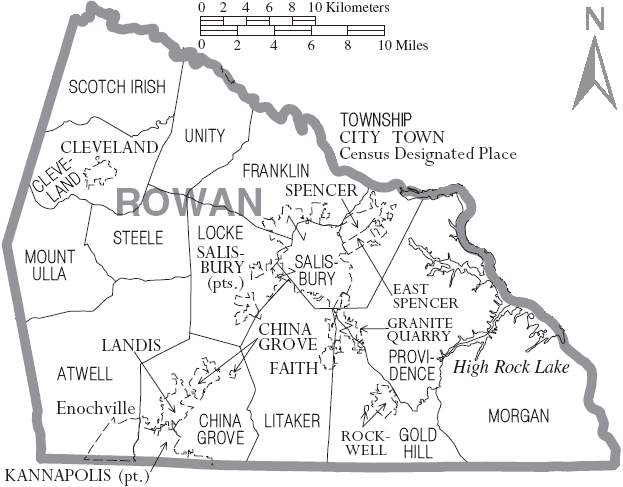
ローワン郡の自治体と郡区

| - チャイナグローブ - クリーブランド - イーストスペンサー - エノックビル - フェイス - グラニットクエリー | - カナポリス - ランディス - ロックウェル - ソールズベリー - 郡庁所在地 - スペンサー |

## 教育

### 高等教育機関
- カトーバ・カレッジ
- リビングストン・カレッジ
- ローワン・カバラス・コミュニティカレッジ

### ローワン・ソールズベリー教育学区
ローワン・ソールズベリー教育学区は、ローワン郡のほぼ全郡をカバーする幼稚園前から12年生までの学区である。2009年から2010年の教育年度で学校数35校、児童生徒数20,877人だった。1989年にローワン郡教育学区とソールズベリー市教育学区が合併した。

### カナポリス市教育学区
カナポリス市教育学区はカナポリス市内を管轄している。カバラス郡にも跨っており、双方の郡教育学区とは独立して運営されている。

### 私立学校
- ノースヒルズ・クリスチャン学校
- ロックウェル・クリスチャン学校
- セイクレッドハート・カトリック学校
- ソールズベリー・アカデミー
- ソールズベリー・アドベンティスト学校

### 図書館
- ローワン公共図書館
  - 本部、ソールズベリー市
  - 東支所、ロックウェル町
  - フランク・T・タドロック南ローワン地域図書館、チャイナグローブ町

## 著名な出身者
- エリザベス・ドール、アメリカ合衆国上院議員、ソールズベリー市出身[13]
- アンドリュー・ジャクソン、第7代アメリカ合衆国大統領、ソールズベリー市で法律実務を行った[14]